# Dinu Lipatti
Dinu Lipatti , né le 19 mars 1917 à Bucarest et mort le 2 décembre 1950 à Genève, est un pianiste roumain dont la carrière fut tragiquement interrompue par une mort précoce due à la maladie de Hodgkin. Il était très admiré pour son sens du rythme ou du tempo et la pureté de son jeu, qui s'accorda particulièrement bien à la musique de Chopin, Bach, Mozart ou Schubert. Son interprétation des valses de Chopin, enregistrée quelques mois avant sa mort, est toujours considérée comme une référence.

## Biographie
Constantin Lipatti (appelé depuis l'enfance par le diminutif « Dinu ») est né dans une famille de musiciens : son père était violoniste et avait étudié avec Pablo de Sarasate, sa mère pianiste, et son parrain, Georges Enesco, était un compositeur majeur du XXe siècle. Il est destiné à une carrière musicale et devient l'élève de Florica Musicescu. A seize ans, en 1933, il joue le Concerto pour piano no 1 de Liszt avec l'orchestre philharmonique de Budapest.
Il finit deuxième au concours international de Vienne de 1934, ce qui conduisit Alfred Cortot, qui pensait que Lipatti méritait la première place, à démissionner du jury en signe de protestation, et l'invite à étudier avec lui. Lipatti part donc étudier à Paris sous la direction de Cortot, Nadia Boulanger, Paul Dukas (pour la composition), Yvonne Lefébure pour l'interprétation et Charles Munch (pour la direction d'orchestre)[réf. souhaitée].
Dès 1936, il fait des tournées de concerts et enregistre des disques avec le producteur Walter Legge. De 1939 à 1943, il donne des concerts en Roumanie avec Georges Enesco et Willem Mengelberg.
Sa carrière fut interrompue par la Seconde Guerre mondiale. Fuyant la Roumanie en 1943, il s'installa avec celle qui deviendra sa future femme, Madeleine Cantacuzino (Cantacuzène) née Dannhauer (1908-1983), elle-même professeur de piano réputée, à Genève, où il accepta une classe de virtuosité au conservatoire, que lui proposa son directeur, Henri Gagnebin.
C'est à ce moment-là qu'apparurent les premiers signes de la maladie de Hodgkin, ce qui diminua la fréquence de ses concerts après la guerre. En 1949, il démissionne du conservatoire de Genève, et en juillet 1950 il enregistre ses derniers albums, parmi les plus importants. 
Il meurt à Genève en décembre 1950, à l'âge de trente-trois ans. Il repose dans le cimetière de Chêne-Bourg, non loin de la frontière française, aux côtés de sa mère et de sa femme.

## Caractéristique et répertoire
Son jeu remarquable était caractérisé à la fois par une volonté de fidélité au texte et par une technique pianistique exceptionnelle, sans démonstration, entièrement employée au service de l'expression musicale. Malgré une carrière assez brève et un legs discographique plutôt limité, Lipatti est considéré comme l'un des plus grands pianistes du XXe siècle.
Il est particulièrement renommé pour ses interprétations de Mozart et de Chopin, mais il a aussi enregistré avec succès des œuvres de Liszt et de Ravel (Alborada del gracioso), les concertos pour piano de Schumann et de Grieg, trois chorals et la première partita de Bach, ainsi que des sonates d'Enesco, aux côtés de leur auteur.
Il jouait en concert, mais malheureusement sans témoignage discographique, des oeuvres de William Byrd, le Capriccio pour piano et orchestre de Igor Stravinsky, du Poulenc et Debussy. Parmi ses pièces favorites de concert non enregistrées, Le Tombeau de Couperin de Maurice Ravel, les études symphoniques de Robert Schumann ou la sonate Waldstein de Beethoven.
Lipatti a laissé par ailleurs de nombreuses compositions. D'inspiration néoclassique, elles s'inscrivent dans les traditions esthétiques française et roumaine. On peut citer une dizaine de mélodies sur des poèmes français, les bohémiens une suite « tzigane » pour orchestre, un concertino pour piano et orchestre, une symphonie concertante pour deux pianos et orchestre, trois danses roumaines pour deux pianos, une sonatine pour violon et piano, un concerto pour orgue et piano, un quatuor pour instruments à vent, une sonatine pour la main gauche ou encore deux nocturnes pour piano.

## Distinction
Il a été élu en 1997, à titre posthume, membre de l'Académie roumaine.

## Principaux enregistrements
La plupart des enregistrements de Dinu Lipatti ont été réalisés sous la houlette du producteur Walter Legge. Ils ont régulièrement été réédités sur disque vinyle puis sur disque compact (notamment dans la collection EMI « Références »). Il a en outre enregistré plusieurs des œuvres qu'il avait lui-même composées.
- 1937
  - Brahms : Valses pour piano à quatre mains, op. 39, nos 1, 2, 5, 6, 10, 14 et 15 (avec Nadia Boulanger)
  - Brahms : Liebeslieder-Walzer, op. 52 (avec Nadia Boulanger et un quatuor vocal composé de Marie-Blanche de Polignac, Irène Kedroff, Paul Derenne, Doda Conrad)

- 1943
  - Enesco : Sonate pour piano no 3 en ré majeur, op. 42
  - Enesco : Sonate pour violon et piano no 2 en fa majeur, op. 6 (Georges Enesco, violon)
  - Enesco : Sonate pour violon et piano no 3 en la mineur, op. 25 « dans le caractère populaire roumain » (Georges Enesco, violon)

- 1947
  - Bach : Concerto pour piano no 1, BWV 1052 (Orchestre royal du Concertgebouw, dir. Eduard van Beinum)
  - Chopin : Nocturne en ré bémol majeur, op. 27 no 2
  - Chopin : Sonate pour piano no 3, op. 58
  - Liszt : Sonetto del Petrarca no 104
  - Liszt : Concerto pour piano no 1 (Orchestre de la Suisse romande, dir. Ernest Ansermet)
  - Grieg : Concerto pour piano en la mineur, op. 16 (Philharmonia Orchestra, dir. Alceo Galliera)
  - Scarlatti : Sonate en mi majeur, K. 380
  - Scarlatti : Sonate en ré mineur, K. 9, « Pastorale »

- 1948
  - Bartók, Concerto pour piano no 3, Sz 119 (Orchester des Südwestdeutschen Rundfunks, dir. Paul Sacher)
  - Chopin : Barcarolle en fa dièse majeur, op. 60
  - Ravel : Alborada del gracioso
  - Schumann : Concerto pour piano en la mineur, op. 54 (Philharmonia Orchestra, dir. Herbert von Karajan)

- 1950
  - Bach : Partita no 1 en si bémol majeur, BWV 825
  - Chopin : 14 Valses
  - Chopin : 2 Études
  - Chopin : Mazurka en ut dièse mineur, op. 50 no 3
  - Chopin : Concerto pour piano no 1 en mi mineur, op. 11 (Orchestre de la Tonhalle de Zurich, dir. Otto Ackermann)
  - Mozart : Concerto pour piano no 21 en ut majeur, K. 467 (Orchestre du Festival de Lucerne, dir. Herbert von Karajan)
  - Mozart : Sonate pour piano no 8 en la mineur, K. 310
  - Schumann : Concerto pour piano en la mineur[3], op. 54 (Orchestre de la Suisse romande, dir. Ernest Ansermet)

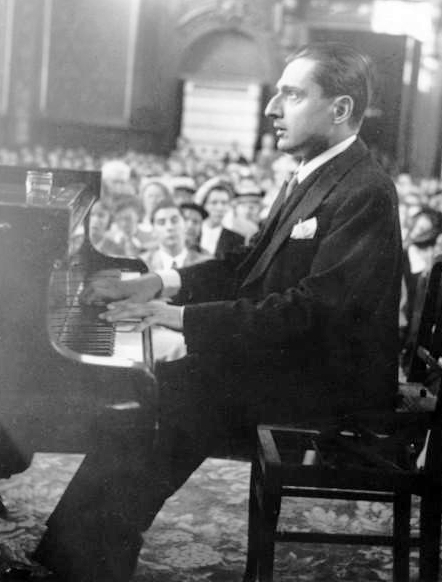
Dinu Lipatti au festival de Besançon, le 16 septembre 1950.

- Dernier récital, donné au Festival de Besançon le 16 septembre 1950
  - Bach : Partita no 1 en si bémol majeur, BWV 825
  - Mozart : Sonate pour piano no 8 en la mineur, K. 310
  - Schubert : Impromptus nos 3 et 2, D. 899
  - Chopin : 13 Valses (Lipatti se sent trop faible pour jouer la quatorzième valse, et joue à la place un mythique "Jésus que ma joie demeure" de Bach, non capté[1]).